# 焼山寺山
焼山寺山（しょうさんじやま）は、徳島県名西郡神山町にある山である。標高938m。

## 概要
北からは四国八十八箇所第11番藤井寺からの遍路道「焼山寺道」が通じていて、当山麓の左右内川を渡ってからは「へんころがし６」を登り当山七合目半あたりにある同第12番焼山寺に至っている。焼山寺を越えてからは東へ下って同第13番大日寺 (徳島市)へ向かう一の宮道が当山東南腹を通過する。
山中には大蛇封じ込めの大岩があり、山頂には焼山寺奥の院である蔵王権現堂がある。山頂からは剣山・一ノ森・丸笹山・三嶺・雲早山・高城山等の山々が一望できる。また剣山山頂等の山々や小松島市内から焼山寺山を望むことができる。

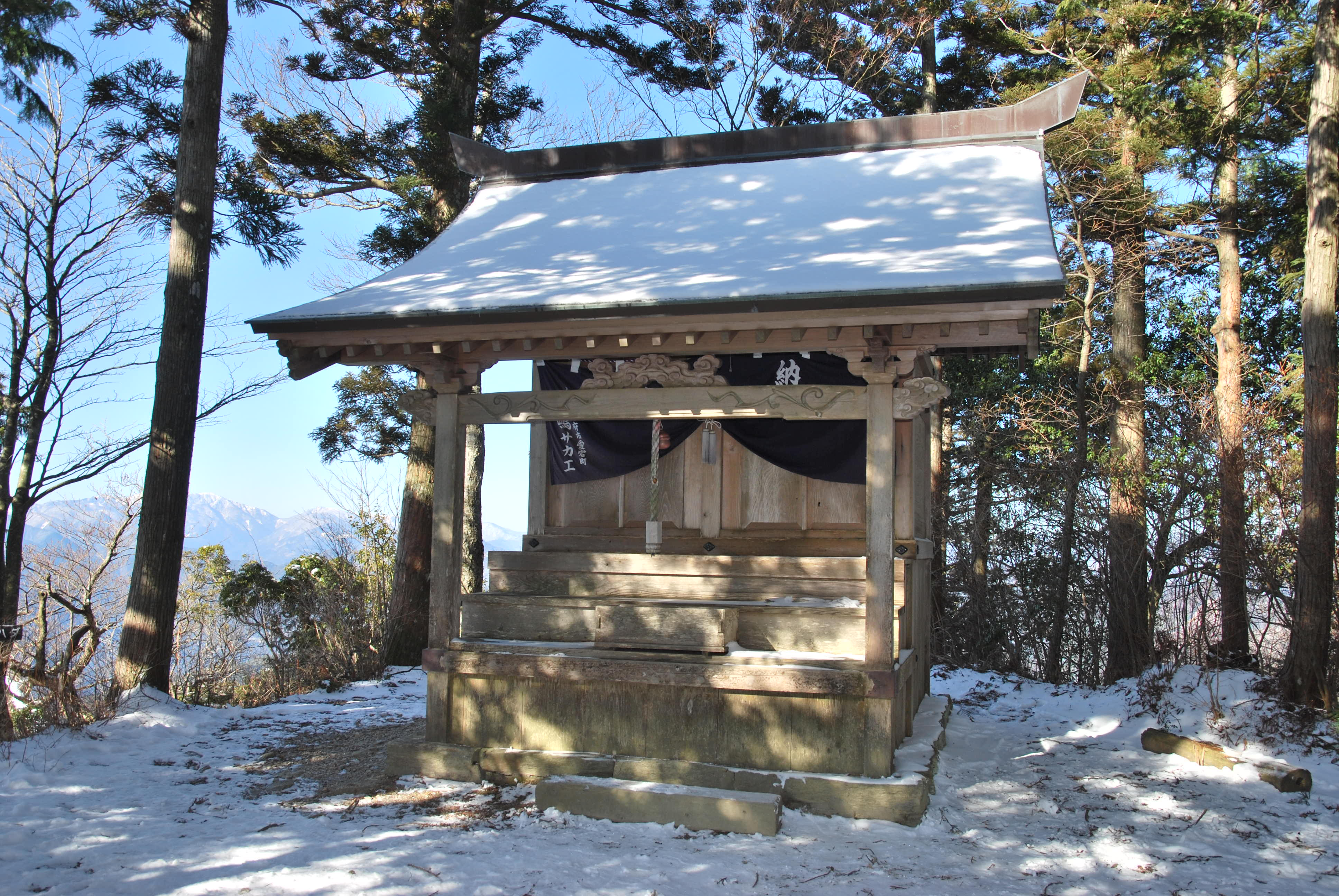
山頂の蔵王権現堂
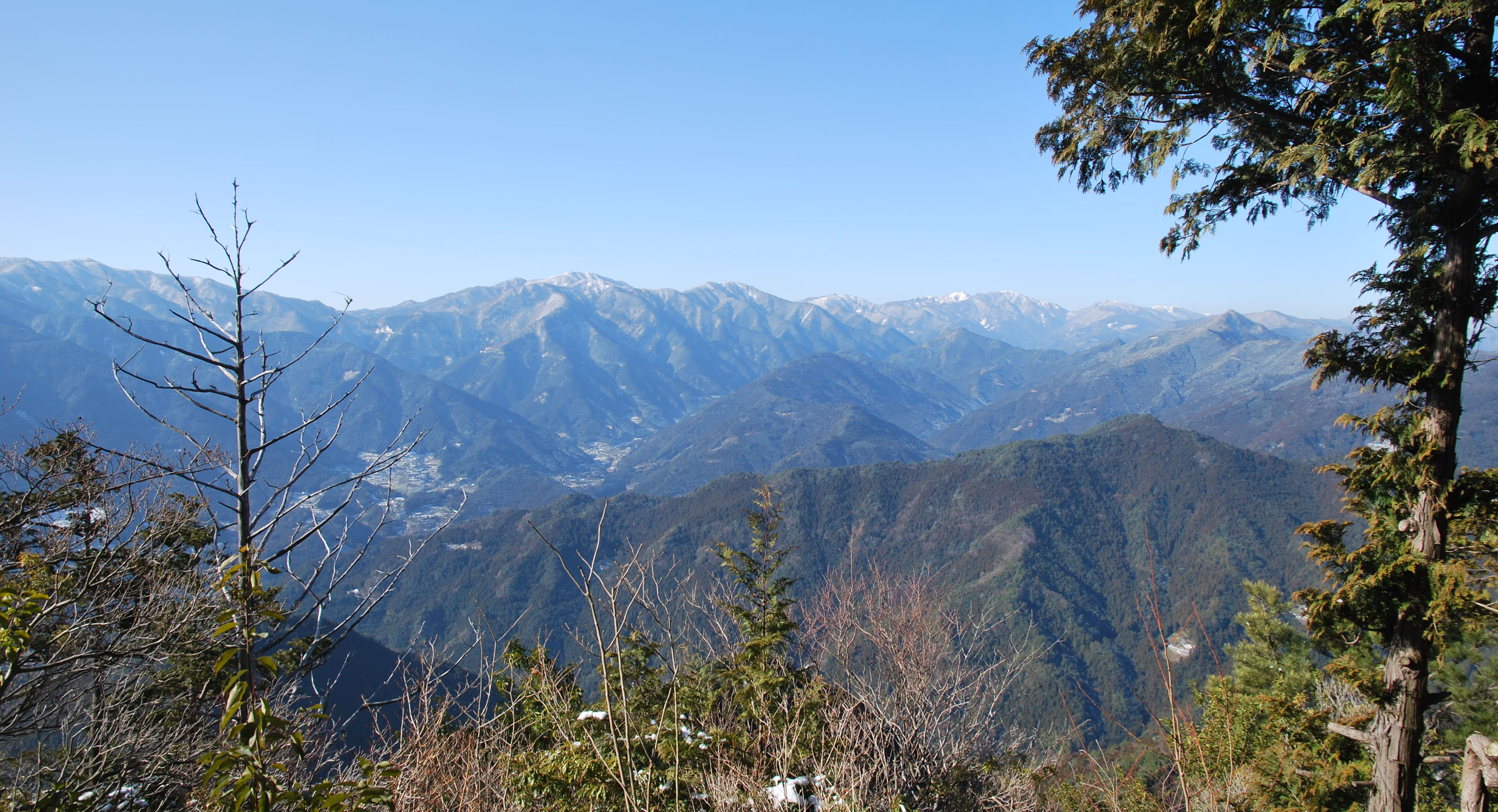
山頂から南西の眺め

## 登山
本坊左奥の登山口から焼山寺山頂上まで約1.1 kmの登山道（徒歩約1時間）が伸びている。登山口より450mで「大蛇封じ込めの岩」がありさらに350mで竜王窟へ下る道と頂上への分岐があり、そこを右へ約100 m急坂を上がると尾根の一つのピークに達し杖立権現祠がある。そこから左へ痩せ尾根を約200 m進み最後の急坂を上り詰めると頂上 (標高938 m)に達し蔵王権現を祀った大きい奥の院の祠がある。なお、竜王窟へは先程の分岐から1 km下るより、下から行った方が安全で早い。

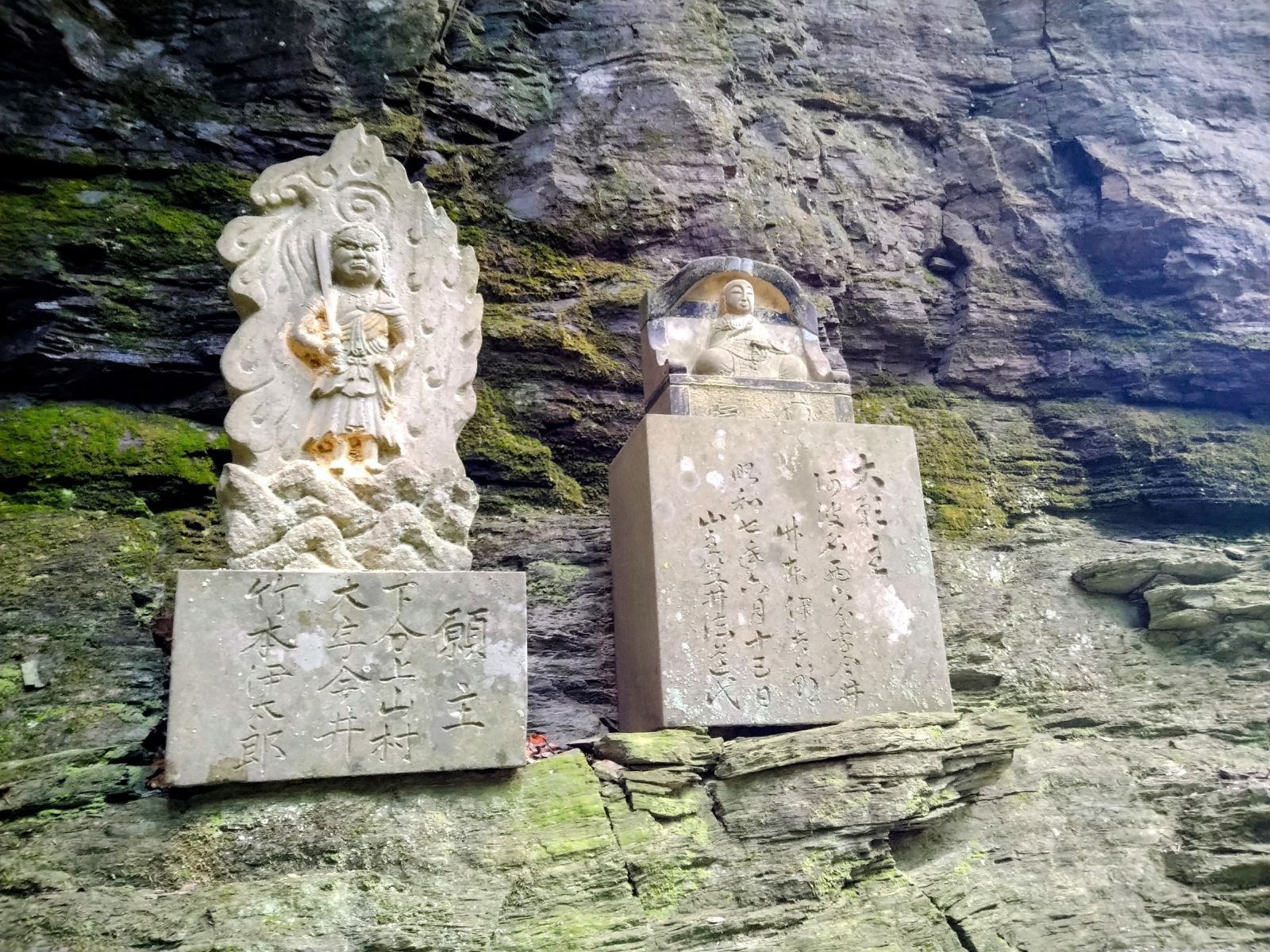
登山道途中にある石像
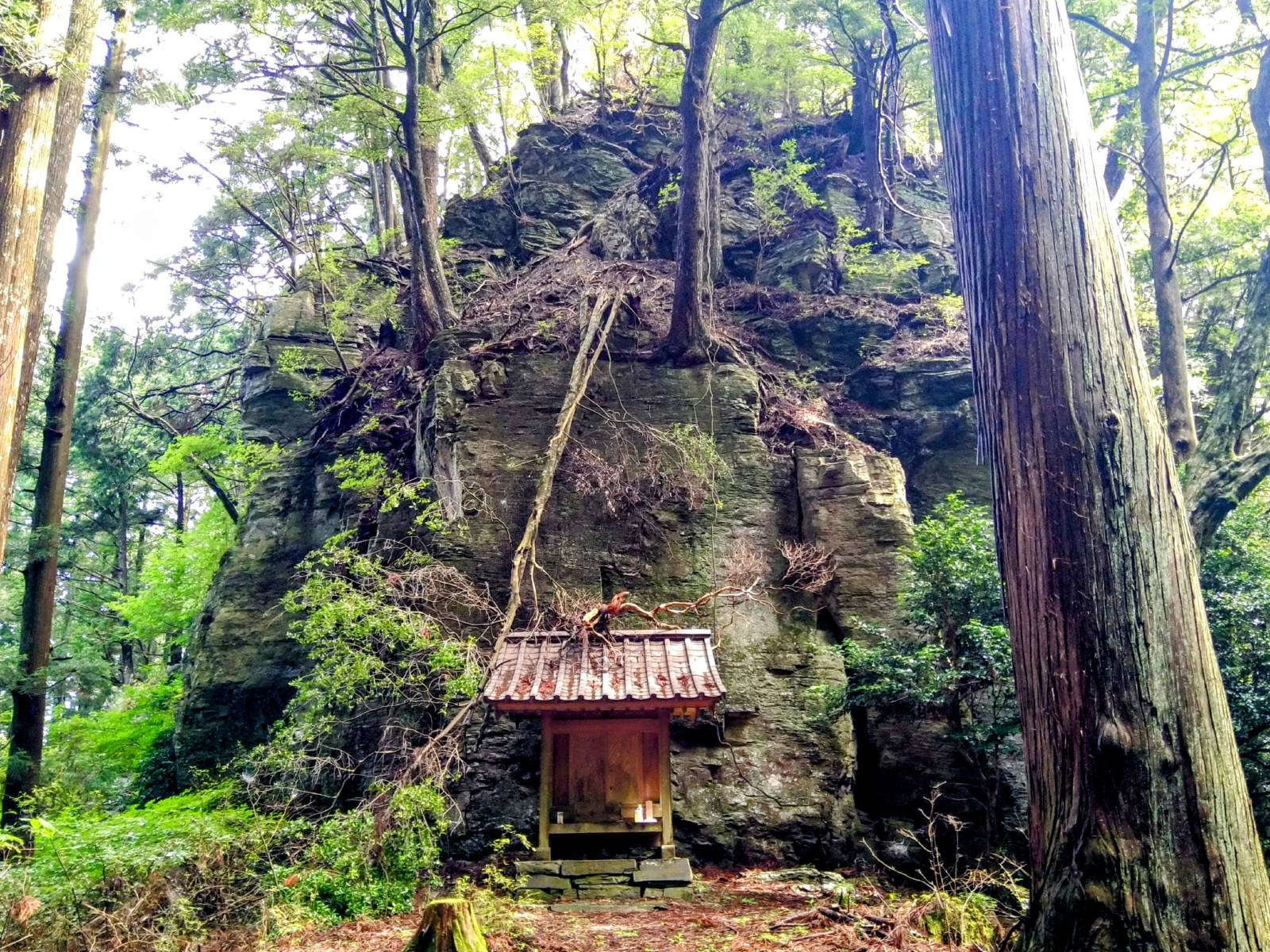
大蛇封じ込めの岩
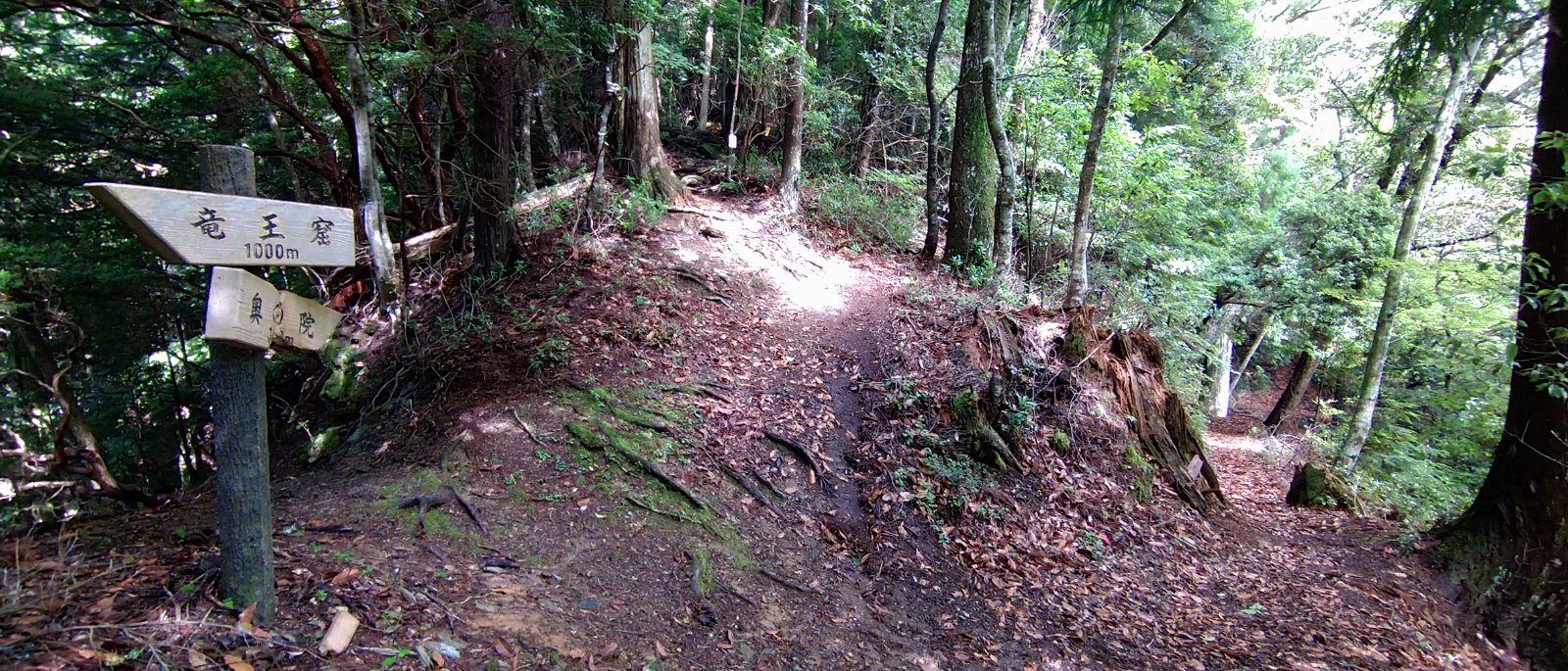
竜王窟との分岐
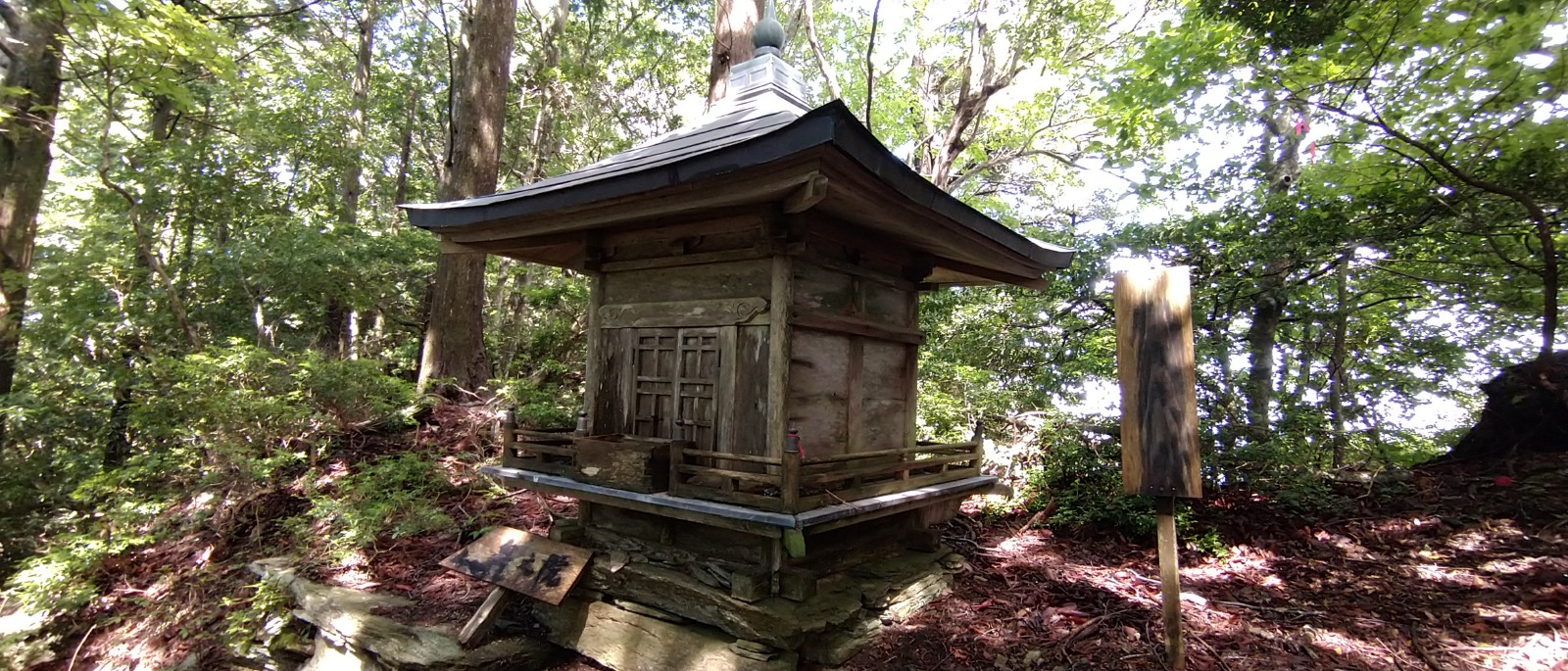
杖立権現祠
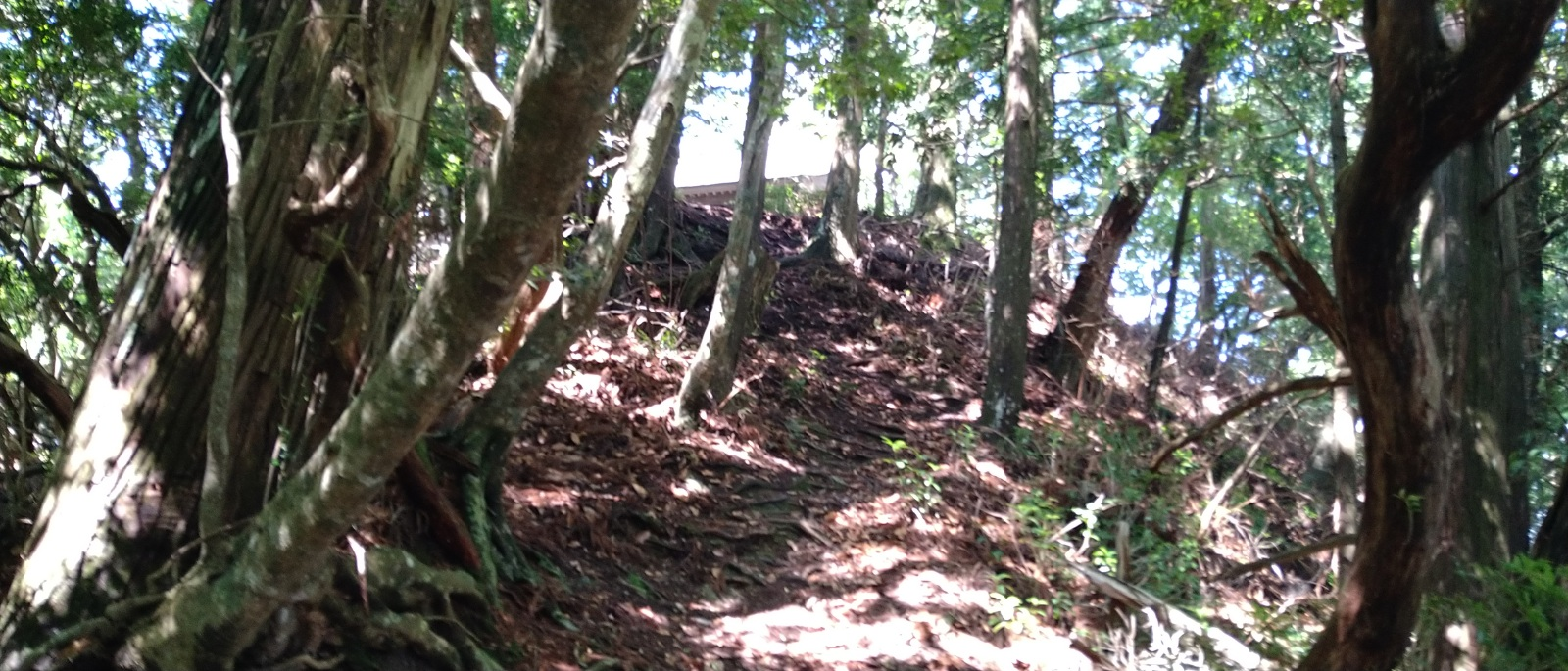
頂上直前の登り
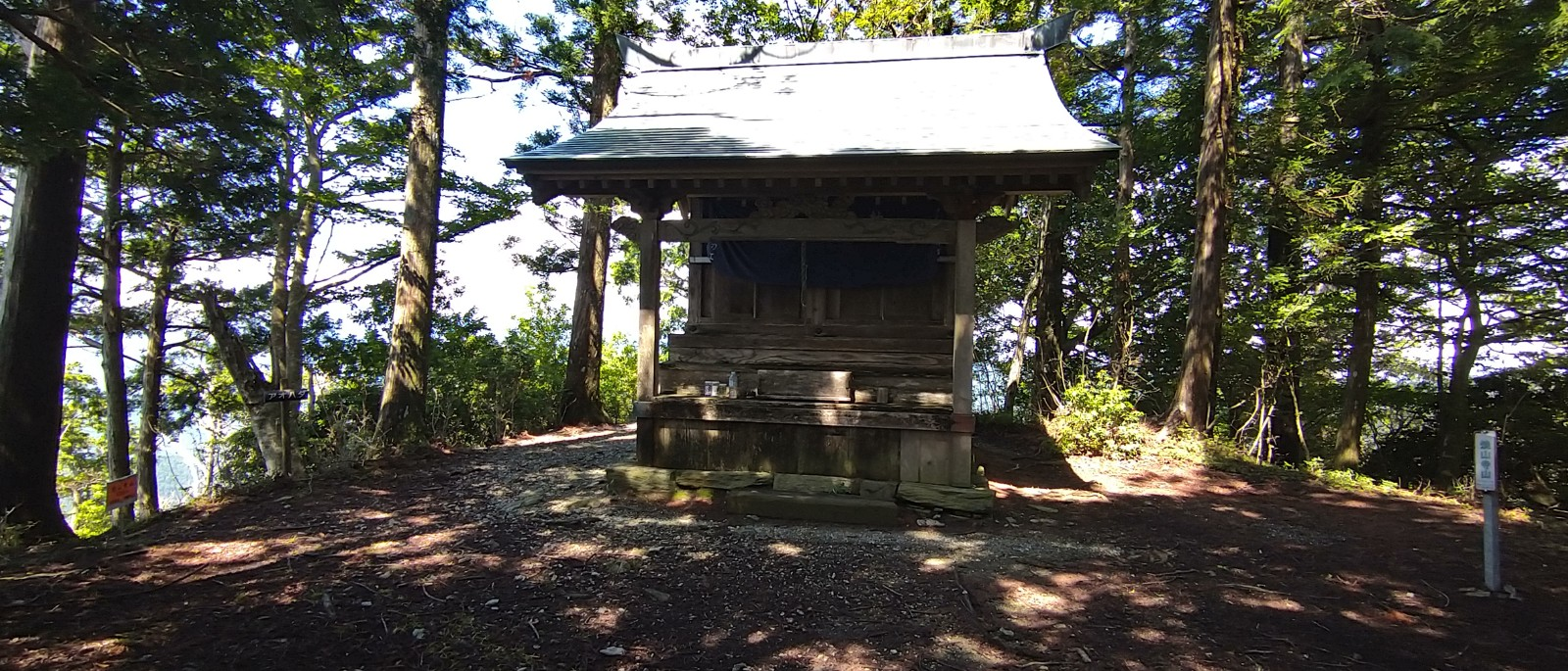
頂上

焼山寺への車道を寺との分岐手前約1kmにある左への小さい橋を越えた車道を約300ｍ行くと斜めに上がって行く登り口があり、約5分ほど歩くと竜王窟がある。その大岩壁の向こうを上へ行くと山頂で、そのまま約150ｍまっすぐ進むと「目洗い大師」がある。車道は荒れているので分岐辺りに車を停めて歩いたほうが良い。

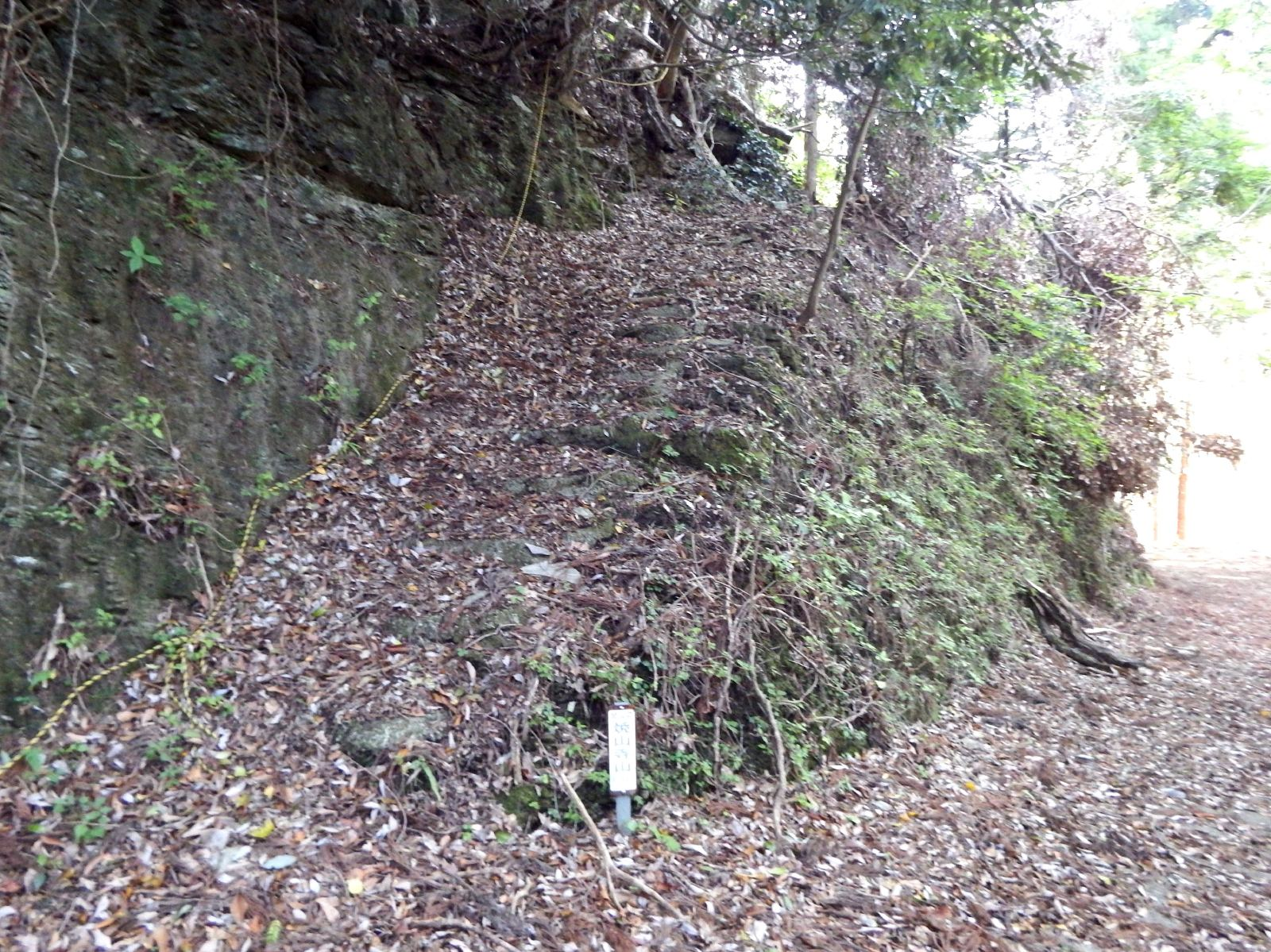
車道脇からの登り口
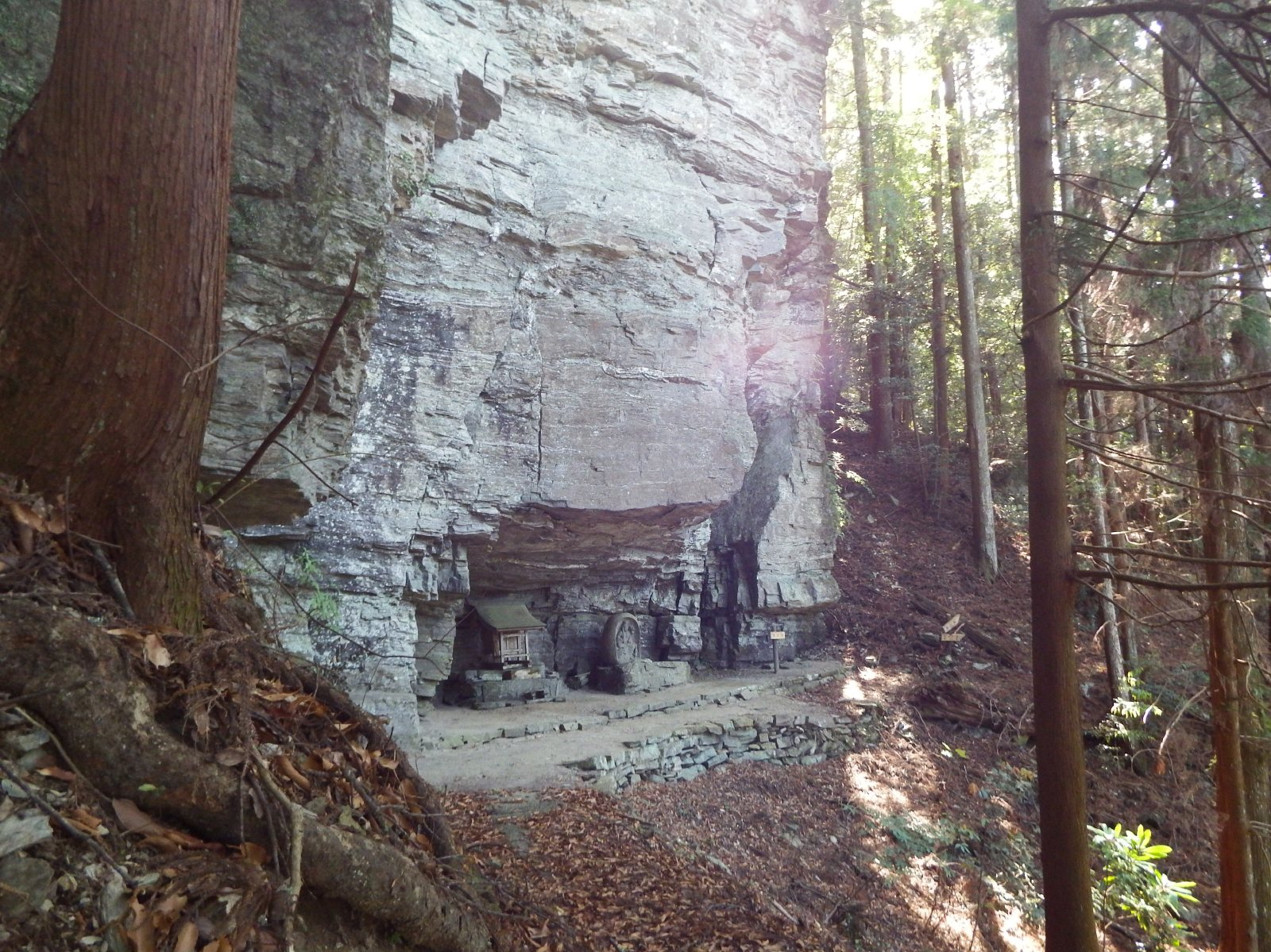
竜王窟
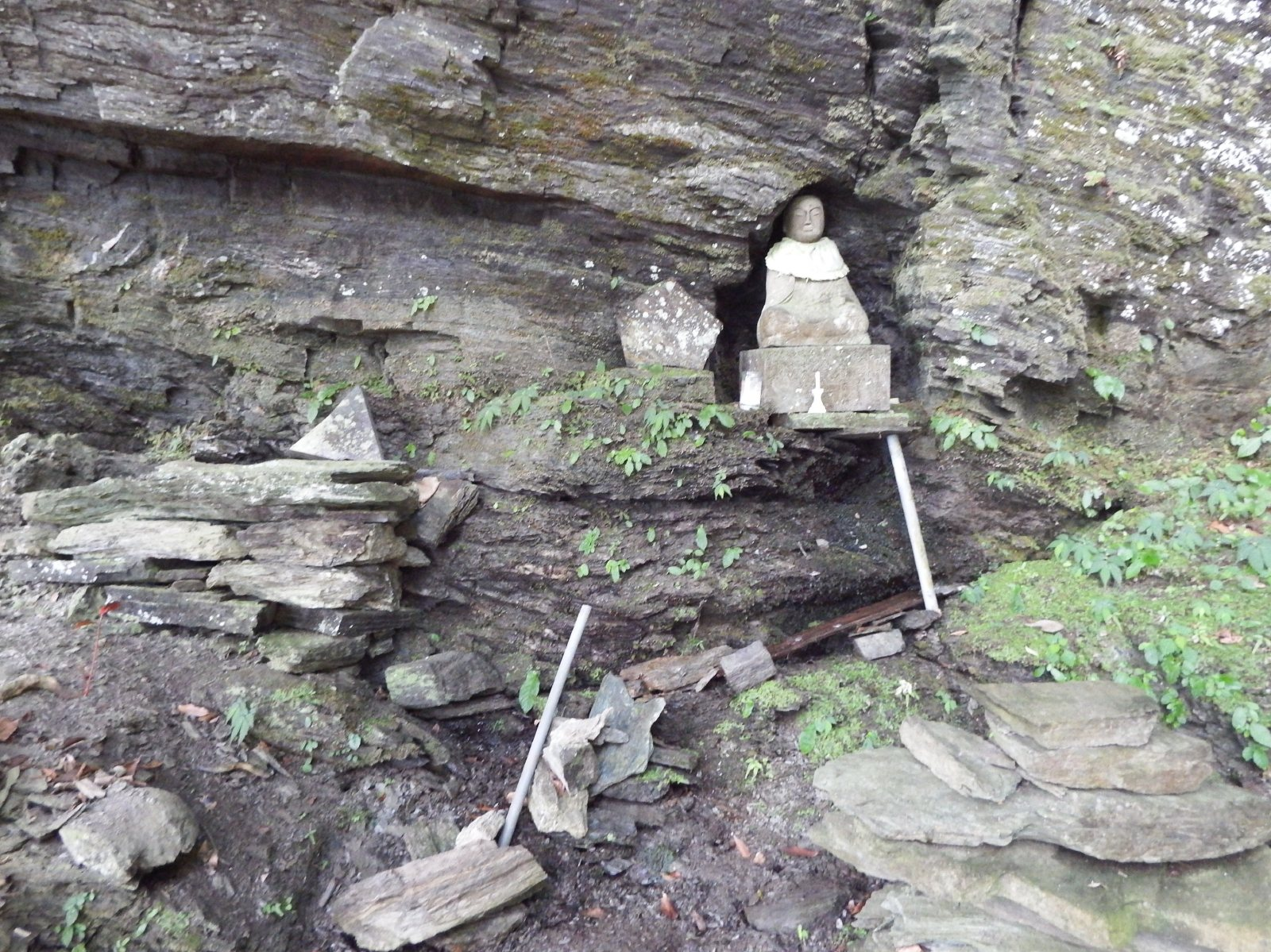
目洗い大師